# 하쿠린다이역
하쿠린다이역(일본어: 柏林台駅)은 일본 홋카이도 오비히로시에 있는 홋카이도 여객철도의 역이다. 역 번호는 K30이며, 단선 승강장 1면 1선의 구조를 지닌 고가역이다.

## 역 주변
- 국도 제38호선
- 국도 제241호선
- 오비히로 신용금고 니시 지점

## 역사
- 1986년 11월 1일 : 하쿠린다이 임시 승강장(일본어: 柏林台臨時乗降場)으로서 개설.
- 1987년 4월 1일 : 민영화에 의해, 홋카이도 여객철도로 이관.

## 인접 정차역
| 홋카이도 여객철도 네무로 본선 | 홋카이도 여객철도 네무로 본선 | 홋카이도 여객철도 네무로 본선 |
| ----------------------------- | ----------------------------- | ----------------------------- |
| K29 니시오비히로 신토쿠 방면  | 네무로 본선                   | 오비히로 K31 구시로 방면      |